# Хайнрих XV (Бавария)
Хайнрих XV (III) (на немски: Heinrich der Natternberger, Herzog von Bayern Heinrich XV., Herzog von Niederbayern Heinrich III.; * 28 август 1312; † 18 юни 1333, Натернберг при Дегендорф) от фамилията Вителсбахи, е от 1312 до 1333 г. херцог на Долна Бавария. Той получава името „Натернберга“, понеже живее повечето време в този замък.

## Живот
Хайнрих е единственият син на херцог Ото III (като крал Бела V крал на Унгария) и втората му съпруга Агнес фон Глогов (* 1293/1296, † 1361).
Той наследява баща си Ото III през 1312 г. и е херцог на Долна Бавария под надзора до 1319 г. на Лудвиг Баварски и неговия брат Рудолф, по-късно на неговия братовчед Хайнрих XIV.
Между него и братовчедите му Хайнрих XIV и Ото IV се стига до дълготраещи конфликти за собствеността на Долна Бавария. Племенните представители задължават тримата херцози през юли 1329 г. да не разделят отново Херцогство Долна Бавария, докато са живи. През 1331 г. те разделят обаче земята, като Долна Бавария да се счита за неделимо цяло. Хайнрих XV получава Херцогство Бавария-Дегендорф. През 1332 г. той управлява заедно с Хайнрих XIV. През ноември 1332 г. Хайнрих предлага на братовчед си Ото IV, да предоставят властта само на Хайнрих XIV. Още преди да се решат Хайнрих и Ото умират. Той е погребан в манастир Зелигентал при Ландсхут.

## Брак
Хайнрих се жени през 1325 или 1328 г. в Ландсхут за Анна Австрийска (* 1318; † 1343), дъщеря на Фридрих Красивия.